# Hi-hat

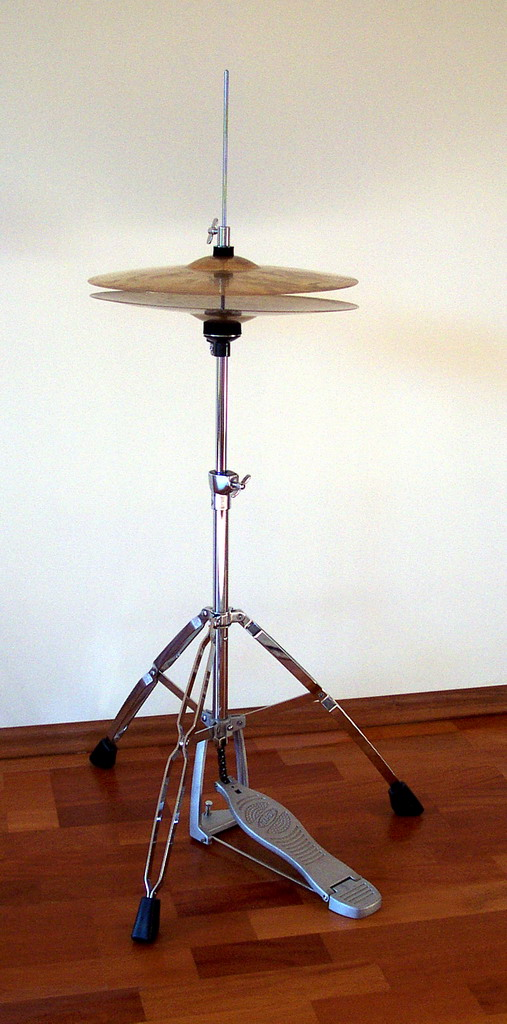
Hi-hat.

Hi-hat är ett slagverkinstrument med två cymbaler horisontellt placerade ovanför varandra. Med en pedal kan cymbalerna slås ihop, men hi-haten spelas framförallt med trumstock eller stålvisp. Hi-haten är ett mycket vanligt slagverksinstrument i moderna trumset. Genom att slå 1-2-3-4 med Hi-Haten och sedan spela med bastrumman på 1:an och virveltrumman på 3:an så har man ett av grundkompen som finns i trumspelandet, ofta är detta det första komp man lär sig när man spelar trummor.
Trumset började användas i början av 1900-talet och skapades genom att man tog de vanligaste slagverksinstrumenten (bastrumma, virveltrumma och cymbaler) inom marschmusik och sammanförde dem så att en enda person kunde spela på dem samtidigt. Hi-haten motsvarade då cymbaler och man använde den endast för att få ljudet av två cymbaler som slogs ihop. Hi-haten var då avsevärt lägre, med cymbalerna endast en liten bit över golvytan.
När moderna trumkomp började användas började man också spela på hi-haten och den blev då högre. Oftast är hi-haten placerad så att cymbalerna befinner sig ett par tre decimeter ovanför och till vänster om virveltrumman så att man kan spela på hi-haten med den trumstock man håller i högra handen och på virveltrumman med den vänstra (trumstockarna kommer då att korsa varandra, med den högra ovanför den vänstra)
| Lyssna på olika ljudklipp                                                      | Lyssna på olika ljudklipp                      | Lyssna på olika ljudklipp |
| ------------------------------------------------------------------------------ | ---------------------------------------------- | ------------------------- |
| Hi-hat                                                                         | Stängd hi-hat                                  | 41 KB (fil)               |
| Hi-hat                                                                         | Öppen hi-hat                                   | 58 KB (fil)               |
| Hi-hat                                                                         | Hi-hat som öppnas och stängs med dess fotpedal | 48 KB (fil)               |
| För fler ljud med anknytning till trummor se "trumsidan" på Wikimedia Commons. |                                                |                           |